# ベジャ県
ベジャ県（ベジャけん、アラビア語：ولاية باجة、英語：Béja Governorate） は、チュニジアの県である。チュニジアの北に位置する。人口は305,000人（2004年）、面積は3,558km2。県都はベジャである。

## 気候
平均気温は18℃。気候は南北で2種類に分かれる。
地中海に面した北部では年間降雨量600〜1200mmと湿潤な気候で、一方南部では350〜450mmと乾燥した気候である。

## 隣接する県
- ビゼルト県
- マヌーバ県
- ザグアン県
- シリアナ県
- ジェンドゥーバ県

## 行政
以下の市･町がベジャ県内にある。
- ベジャ（県都）
- El Maâgoula
- Goubellat
- Medjez el-Bab
- Nefza
- Téboursouk
- Testour
- Zahret Mediou

## 脚註
1. ↑   “tunisieindustrie.nat.tn”. 2009年2月17日時点のオリジナルよりアーカイブ。2015年5月14日閲覧。